# Anders Löfberg (direktör)
Anders Nathanael Löfberg, född 19 september 1877 i Sköllersta socken, död 16 april 1950 i Borseryd, Nyeds församling, var en svensk affärsman.
Anders Löfberg var son till folkskolläraren Gustaf Löfberg. Efter genomgången folkskola i Pålsboda var Löfberg handelsbiträde där samt i Bofors och Degerfors 1890–1898 och därefter handelsföreståndare vid Koppoms och Munkfors bruk till 1906, då han i Karlstad tillsammans med sina bröder grundade Kolonialvaruengrossfirman Bröderna Löfbergs AB. Då firmas kaffeavdelning 1927 avskiljdes och bildade självständigt företag blev Anders Löfberg verksamhetens ledare och VD under namnet Firma AB Anders Löfberg. Anders Löfberg var VD för företaget fram till 1945, och därefter styrelseordförande fram till sin död. Löfberg tillhörde Karlstads stadsfullmäktige 1921–1941, var ledamot av drätselkammaren och under flera år beredningsutskottets ordförande. Han var 1925–1934 ordförande i Karlstads folkskolestyrelse och 1916–1920 ordförande i nykterhetsnämnden där. Han var även ledamot av länets inskrivningsrevision och revisor i Riksbankens Karlstadskontor samt 1923–1945 vice ordförande i styrelsen för Värmlands-Dalslands engrossistförening. Löfberg var ledamot av Karlstads handelskammare och tillhörde dess arbetsutskott samt var även ledamot av Karlstads sparbanks och Kristinehamns praktiska skolas styrelse. Löfberg var även religiöst intresserad och tillhörde Svenska Missionsförbundets styrelse från 1917 och var dess ordförande från 1936 samt tillhörde styrelserna för andra religiösa sammanslutningar.